# Bulbophyllum rheedei
Bulbophyllum rheedei é uma espécie de orquídea (família Orchidaceae) pertencente ao gênero Bulbophyllum. Foi descrita por Kattungal Subramaniam Manilal em 1991.